# 4924 Hiltner
A 4924 Hiltner (ideiglenes jelöléssel 1981 EQ40) a Naprendszer kisbolygóövében található aszteroida. Schelte J. Bus fedezte fel 1981. március 2-án.